# Конвой № 3727
Конвой № 3727 — японський конвой часів Другої світової війни, проведення якого відбувалось у липні — серпні 1943 року.
Пунктом призначення конвою був атол Трук у центральній частині Каролінських островів, де ще до війни створили потужну базу японського ВМФ, з якої до лютого 1944 року провадились операції в цілому ряді архіпелагів. Вихідним пунктом став розташований у Токійській затоці порт Йокосука (саме звідси традиційно вирушала більшість конвоїв на Трук).
До складу конвою увійшли транспорти «Тою-Мару», «Токіо-Мару» і танкер «Оноє-Мару», тоді як ескорт забезпечував есмінець «Юдзукі».
Загін вирушив з порту 27 липня 1943 року. Його маршрут пролягав через кілька традиційних районів патрулювання американських підводних човнів, які зазвичай діяли поблизу східного узбережжя Японського архіпелагу, біля островів Оґасавара, Маріанських островів та на підходах до Труку. Утім, цього разу конвой № 3727 зміг пройти без інцидентів та 4 серпня прибув на Трук.